# Deoxyribóza

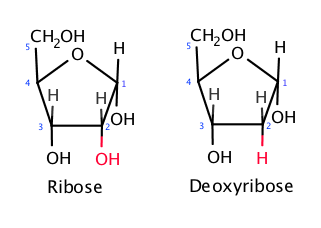
Rozdíl mezi ribózou a deoxyribózou

Deoxyribóza (v chemickém názvosloví sacharidů deoxyribosa) je monosacharid s pěti atomy uhlíku, pentóza ze skupiny aldopentóz. Má molekulární vzorec  C5H10O4 a lineární vzorec H−(C=O)−(CH2)−(CHOH)3−H. Je odvozena od ribózy nahrazením hydroxylové skupiny na druhém atomu uhlíku atomem vodíku. Předpona deoxy znamená bez kyslíku a přesnější zápis je 2-deoxyribóza.
Deoxyribóza se podílí na stavbě deoxyribonukleové kyseliny (DNA), která je nositelkou dědičnosti u většiny organismů na Zemi. Předpokládá se, že primitivní organismy využívaly jen ribózu (tedy ribonukleovou kyselinu, RNA). Deoxyribóza se vyvinula později, protože je obtížnější ji vyrobit. V moderních organismech se vyrábí z ribózy enzymatickou reakcí, tedy pomocí katalytického proteinu. 
Díky deoxyribóze je DNA chemicky stabilnější než RNA. Rozhodující je právě chybějící hydroxylová skupina na 2' uhlíku – díky tomu nemůže vznikat na této pozici 2'-O nukleofil, který by atakoval např. fosfodiesterovou vazbu a způsobil zlom ve vlákně nukleové kyseliny.

## Lineární a cyklická forma
Stejně jako většina cukrů existuje deoxyribóza jako rovnovážná směs lineárních a cyklických forem. Platí to především o jejím vodném roztoku. Název deoxyribóza se používá ke společnému označení všech těchto forem, i když v případě potřeby se používají konkrétnější názvy pro každou z nich.
Ve Fischerově projekci se lineární forma zobrazuje se všemi svými hydroxylovými funkčními skupinami na stejné straně. D-2-deoxyribóza má hydroxylové skupiny na pravé straně, zatímco L-2-deoxyribóza je má na straně levé. Biologicky důležitá je D-2-deoxyribózu, která je součásti deoxyribonukleové kyseliny DNA. Forma L-2-deoxyribóza se vyskytuje zřídka.
Cyklická forma se zobrazuje v Haworthově projekci. Vzniká reakcí hydroxylové skupiny s aldehydovou skupinou za vzniku pyranózy nebo furanózy. Ve vodném roztoku existuje deoxyribóza jako směs tří struktur: jedna lineární forma a dvě cyklické formy.

Poměr lineární a cyklických forem deoxyribózy v roztoku.

## Syntéza deoxyribózy
Deoxyribóza obvykle není v těle vytvářena přímo z ribózy. Nejprve jsou vytvářeny ribonukleotidy obsahující ribózu a ty jsou teprve následně redukovány pomocí ribonukleotidreduktáz (RNR) na příslušné deoxyribonukleotidy obsahující deoxyribózu.

## Funkce deoxyribózy

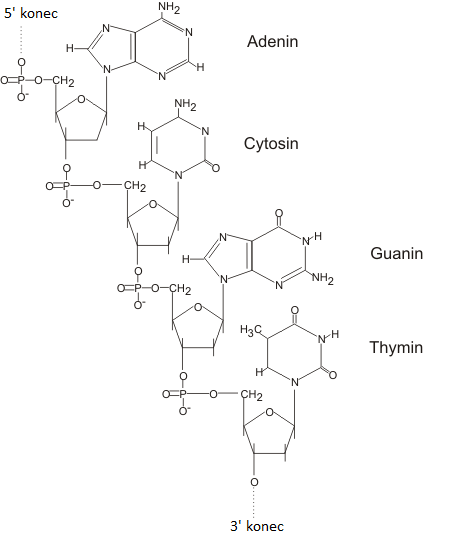
Chemická struktura krátkého úseku DNA. V každém ze čtyř nukleotidů je deoxyribóza, fosfátová skupina a jedna z nukleových bází.

Monosacharid 2-deoxyribóza hraje zásadní roli pro všechny organismy, neboť je součástí deoxyribonukleové kyseliny DNA, která je nositelem genetické informace. Mezi další biologicky významné deriváty deoxyribózy patří mono-, di-, a trifosfáty, stejně jako 3′-5′ cyklické monofosfáty.
Kyselina deoxyribonukleová je makromolekula, která  obsahuje nukleotidy složené z deoxyribózy, zbytku kyseliny fosforečné a čtyř bází: adenin (A), guanin (G), cytosin (C) a thymin (T). Její molekula je tvořena dvěma řetězci, které vytvářejí dvojitou šroubovici. Tvar lze přirovnat ke stočenému provazovému žebříku, kde řetězce deoxyribózy a zbytku kyseliny fosforečné představují postranní lana a vodíkové můstky jednotlivé příčky.
DNA je mnohem stabilnější než RNA, neboť musí v buňkách vydržet po celý život daného organismu. Právě absence 2′ hydroxylové skupiny v deoxyribóze je zřejmě zodpovědná za zvýšenou mechanickou flexibilitu DNA ve srovnání s RNA.
Obě nukleové kyseliny se podílejí na uchování a přenosu genetické informace v buňce, v  jejím buněčném jádře a ribozomech. DNA genetickou informaci uchovává a RNA danou informaci kopíruje a přenáší.